# Augusto Müller
Augusto (August) Müller (Baden-Baden, Allemagne, 1815 — Rio de Janeiro, 1883) est un peintre et professeur d'art allemand actif au Brésil.
Élève puis professeur à l'Académie impériale des Beaux-Arts, plusieurs de ses œuvres sont conservées par le Musée national des Beaux-Arts, parmi lesquelles : Jugurtha en prison, Portrait d'un maître de Sumaca et Portrait de Grandjean de Montigny. Le Musée impérial du Brésil possède un portrait de la baronne de Vassouras et plusieurs œuvres paysagères de l'artiste, comme Rio de Janeiro vue depuis l'Ilha das Cobras.

## Biographie

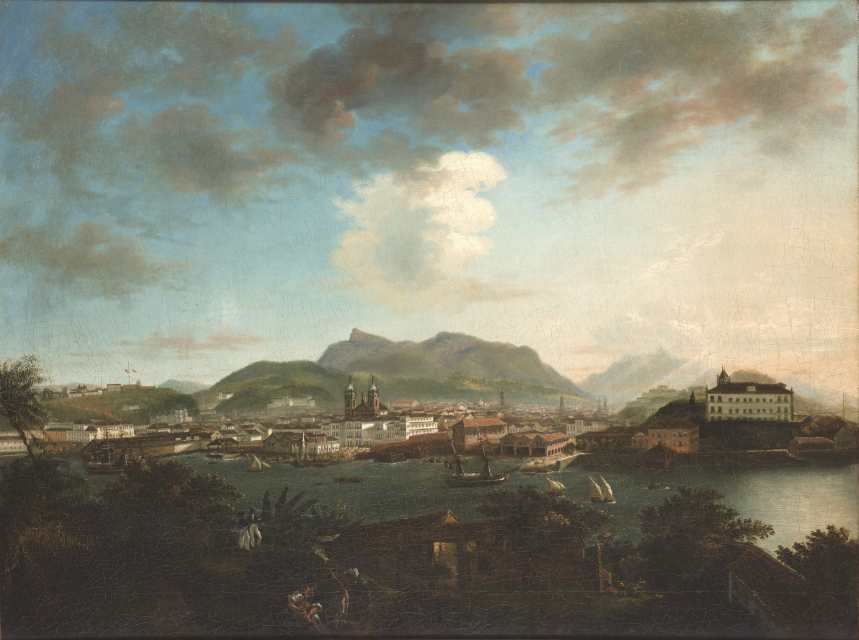
Rio de Janeiro vue depuis l'Ilha das Cobras (c. 1840-1845, Musée impérial du Brésil).

August Müller naît à Baden-Baden en 1815. Son frère Guilher deviendra lui aussi un peintre.
Immigrant allemand, August Müller arrive à Rio de Janeiro vers 1820, en compagnie de son père. Il s'inscrit à l'Académie impériale des Beaux-Arts en 1829 et est un disciple distingué de Jean-Baptiste Debret.
Primé à l'exposition étudiante de 1834, Müller est nommé professeur suppléant l'année suivante, sur concours, de la chaire de peinture de paysage. Il reçoit le titre de professeur titulaire en septembre 1851, avec le départ à la retraite de Félix-Émile Taunay.
Müller enseigne à l'Académie jusqu'en 1860, mais, quelque peu affecté par ce qu'il considère comme la médiocrité du milieu culturel dans lequel il vit, il commence à se retirer, jusqu'à abandonner complètement la peinture.
Müller est considéré comme l'un des plus grands peintres paysagistes brésiliens de l'époque et a également joué un rôle important à l'Académie impériale des Beaux-Arts. Selon les critiques :

« Sans jamais avoir quitté le pays, il était l'artiste le plus remarquable de sa génération et l'un des artistes brésiliens les plus remarquables. (...) Lorsque Porto-Alegre, alors directeur, lui demanda quelques réflexions sur son programme d'enseignement, présenté à la Congrégation en session le 29 octobre 1855, il répondit : "Je suis artiste - les économies obtenues par l'exposition de mes œuvres m'assureront beaucoup. Je suis professeur - le traitement de faveur que j'ai reçu dans un concours l'a affirmé : Je dois être respecté - cette triple exigence me garantit une telle invulnérabilité (...). Nos artistes doivent être américains". C'est ce qu'a dit le directeur à propos de mon programme. Or, que les disciples copient des tableaux européens pour entrer dans le mélange des peintures, cela ne les empêche pas de se nationaliser dans l'art ; les principes élémentaires de l'art n'ont qu'une patrie, c'est le monde : et pour réfuter cette proposition, je n'ai qu'à citer M. Motta, qui non seulement a étudié le paysage en Europe, mais a commencé par le système routinier, et qui pourtant est un artiste américain et peint notre pays avec vérité ! »

— Laudelino Freire, 1983
Cependant, tout le monde n'a pas une vision totalement positive de l'art académique brésilien au XIXe siècle :

« Dans sa constitution artistique, les effets de l'enseignement de l'Académie sont flagrants : il a détourné les étudiants de l'observation directe de la vie brésilienne, les a soustraits aux influences de l'environnement et leur a donné une conception esthétique conventionnelle. Muller était un artiste (...) Par conséquent, si sa formation artistique avait été orientée dans le sens réaliste de la vie, son pinceau sûr aurait laissé des œuvres de valeur reflétant l'environnement brésilien. Mais l'éducation académique a prévalu. Et sa palette, riche en couleurs, au lieu de fixer des types ou des coutumes locales, se délectait de compositions issues de l'histoire ancienne : Juruta en prison, Portrait d'un maître de Sumaca. D'un tempérament concentré et hautain, l'incompréhension de ce qui l'entoure le plonge dans un scepticisme décourageant, auquel il succombe, l'âme embarrassée par l'indifférence de ses contemporains. »

— José Maria dos Reis Junior, 1944

## Académie des Beaux-Arts
L'Académie des Beaux-Arts a donc joué un rôle fondamental non seulement dans le développement artistique d'August Müller, mais aussi pour de nombreux contemporains du peintre allemand.
L'Empire brésilien, pendant le Second Règne, s'est distingué par son investissement dans la création d'une image nationale, qu'il prévoyait de construire avec le travail de l'Institut historique et géographique brésilien et de l'Académie impériale des beaux-arts. Tous deux avaient pour mission de donner un nouveau visage à la monarchie brésilienne.
Rio de Janeiro étant considérée comme la métropole du Second Règne, elle finit par devenir le centre artistique du pays à l'époque, réunissant l'Académie impériale des Beaux-Arts, la Cour et le mécénat de l'empereur Pierre II, ce qui permit l'étude et le développement des arts au Brésil. L'Académie a polarisé le mouvement artistique brésilien de l'époque à travers son enseignement académique, ses expositions et sa collaboration avec le gouvernement.
L'émergence de l'école d'art est en grande partie due à la Mission artistique française, apparue vers 1815. Avec l'arrivée de certains des créateurs et participants de la mission française au Brésil, le décret du 12 août 1816 fut pris, qui établit la création de l'École royale des sciences, des arts et des métiers (qui devint plus tard l'Académie impériale des beaux-arts en 1826, l'École nationale des Beaux-Arts (pt) en 1890 avant de devenir l'Escola de Belas Artes en 1965, quand elle est intégrée à l'Université fédérale de Rio de Janeiro) Finalement, elle fut nommée Académie des Arts le 23 novembre de la même année par un autre décret. Après la chute de la monarchie dans le pays, l'école d'art a reçu le nom officiel d'École des Beaux-Arts.
Nicolas-Antoine Taunay est considéré comme le symbole de la Mission artistique de 1816. Taunay aurait quitté la France après la chute de Napoléon parce que, en tant que bonapartiste, il trouvait la situation de son pays intenable. Après être passé par le Portugal, le peintre français choisit le Brésil pour son séjour. D'autres sources affirment que Joachim Lebreton, en tant que chef de la Mission artistique française et fondateur du musée du Louvre, aurait également commencé la mission au Brésil, lorsqu'il débarqua à Rio de Janeiro le 26 mars 1816, en compagnie de Tunay et Jean-Baptiste Debret, de l'architecte Grandjean de Montigny et du sculpteur Charles-Auguste Taunay, frère de Nicolas-Antoine. Mais l'attention se porte à nouveau sur Nicolas-Antoine Tunay : le Parisien se consacre au paysage et devient l'un des artistes préférés de Napoléon. Sa capacité à représenter des scènes de plein air devient l'un des représentants du travail sur le paysage réalisé à l'Académie impériale des beaux-arts, dont August Müller s'inspirera plus tard, bien que la principale raison pour laquelle l'école d'art consacre une grande partie de son enseignement sur le paysage soit le nationalisme. S'appuyant sur la littérature qui se forme au Brésil et qui se concentre sur la formation de l'identité nationale, la production iconographique de l'époque, comme l'indique Lilia Schwarcz :

« [...] la fiction et les nouvelles épopées officielles, qui servent à leur tour de prétexte aux grandes toiles des peintres académiques, qui choisissent eux aussi la nature comme marque d'originalité. L'art apparaît ainsi comme une « carte unificatrice, un traité descriptif, un paysage utile » (Süssekind, 1990, p. 22), dans un processus qui transforme la différence en quelque chose d'autre : une icône de la nationalité. En tant que matière première de l'originalité, la nature est devenue un paysage, un modèle d'idéalisation. La nation elle-même semble être décrite comme un paysage ; un paysage qui n'est que naturel et exubérant, loin d'une société qui se fait un devoir de s'habiller à l'européenne et de se distancier de l'image de l'esclavage et de la violence : des mots muets dans ce scénario. »

— Lilia Schwarcz
Ayant sa première exposition en 1829, l'Académie des Beaux-Arts connut des turbulences dans sa direction, jusqu'à ce qu'en 1845, le progrès des arts reçoive un acquis décisif : l'institution des prix de voyage. À partir de cette époque, les expositions et les concours de voyage se multiplient, permettant de considérer l'éducation artistique au Brésil comme organisée et comme un évaluateur fondamental de la compétence et du dévouement des membres de la mission française et de leurs disciples brésiliens.

## Peintures et genres

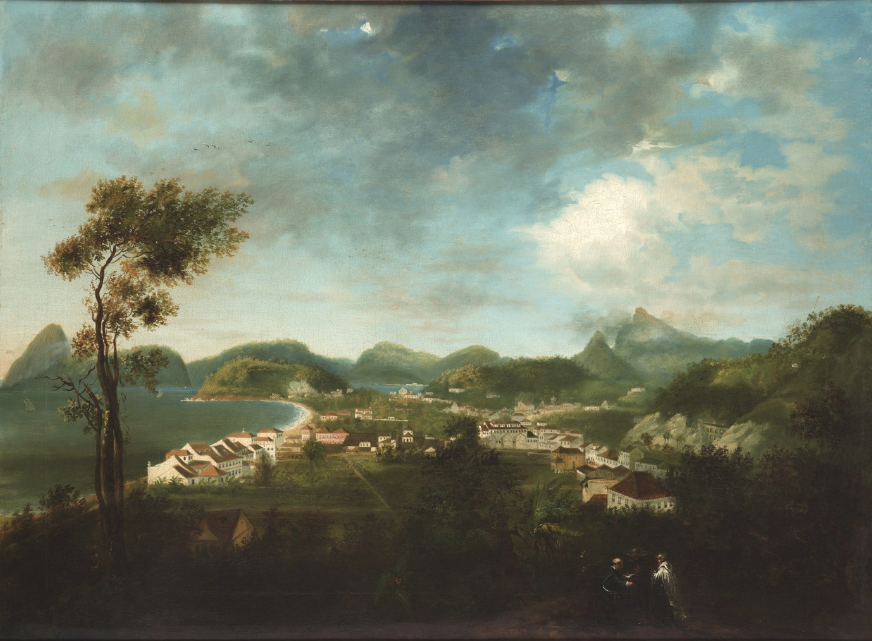
Catete et plage de Flamengo vues de Glória Date, huile sur toile, (1840 - 1845, Casa Geyer/Museu Imperial/Ibram/Minc.

Ses études à l'Académie impériale des beaux-arts ont été déterminantes pour les styles artistiques pratiqués par August Müller tout au long de sa vie. Avec l'arrivée de membres de la Mission artistique française au Brésil, il a également été directement influencé par l'art français du début du XIXe siècle, basé sur les styles napoléonien et néoclassique. Au Brésil, les Français ont rencontré non seulement le style colonial, mais aussi le baroque portugais, donnant lieu à la reproduction artistique à l'Académie des Beaux-Arts d'œuvres influencées par tous ces styles.
Il pratiqua la peinture d'histoire (Jugurtha dans les douves de Tulia est son œuvre la plus connue dans le genre, lui ayant valu l'ordre de la Rose lorsqu'elle fut exposée) et le portrait, principalement celui de la baronne de Vassouras, celui du Maître d'une Samuca — commandé par le gouvernement impérial — et celui de l'architecte Grandjean de Montigny, qui fut inclus dans l'Exposition de l'Histoire du Brésil, tenue en 1881 à Rio de Janeiro.
Il fut également peintre paysagiste, se distinguant dans ce dernier genre par les vues de Rio de Janeiro qu'il exécuta, entre 1835 et 1840, sur commande du consul des États-Unis d'Amérique, William Wright, dans la capitale de l'Empire, et qui lui garantissaient une position privilégiée parmi les pionniers de la peinture de paysage au Brésil. L'aménagement paysager a joué un rôle majeur durant le Second Règne, précisément parce qu'il exaltait l'image du pays et contribuait à la formation de l'identité nationale, comme le dit Lilia Schwarcz : « l'aménagement paysager, en particulier celui qui met en valeur l'exubérance tropicale ou des scènes de la vie quotidienne et, plus particulièrement, de l'histoire nationale elle-même qui, à cette époque, était également redéfinie et soumise à un nouveau calendrier ».
En tant que professeur, Müller emmenait ses élèves à l'extérieur pour pratiquer l'aménagement paysager, mais seulement après des exercices de copie d'estampes et d'œuvres de paysages européens. La pratique a été critiquée par Manuel Araújo Porto Alegre, dans une lettre adressée au professeur, qui a critiqué le retard dans le passage à l'environnement naturel et que la méthode utilisée pouvait conduire les élèves à ne reproduire que des scènes d'Europe, tandis que les paysages de Rio de Janeiro présentaient plus de couleurs et un environnement complètement différent.
Müller utilise également l’artifice de la photographie, comme beaucoup de ses contemporains. À partir de photos, le peintre allemand pouvait utiliser une image figée pour réaliser ses œuvres.
Müller a reçu une médaille d'or en 1834, 1840 et 1864 pour ses œuvres présentées aux Expositions générales des Beaux-Arts de l'AIBA.

## Œuvres principales
Comme le paysage était le genre qu'il enseignait à l'Académie des Beaux-Arts, Müller s'est distingué par les peintures qu'il a réalisées des paysages de Rio de Janeiro mais, en outre, le peintre allemand s'est également distingué comme portraitiste, peignant des figures du paysage brésilien de l'époque commandées par l'Empire ou représentant des personnages historiques afin de contribuer à former l'identité nationale à travers l'art.

### Jugurtha en prison

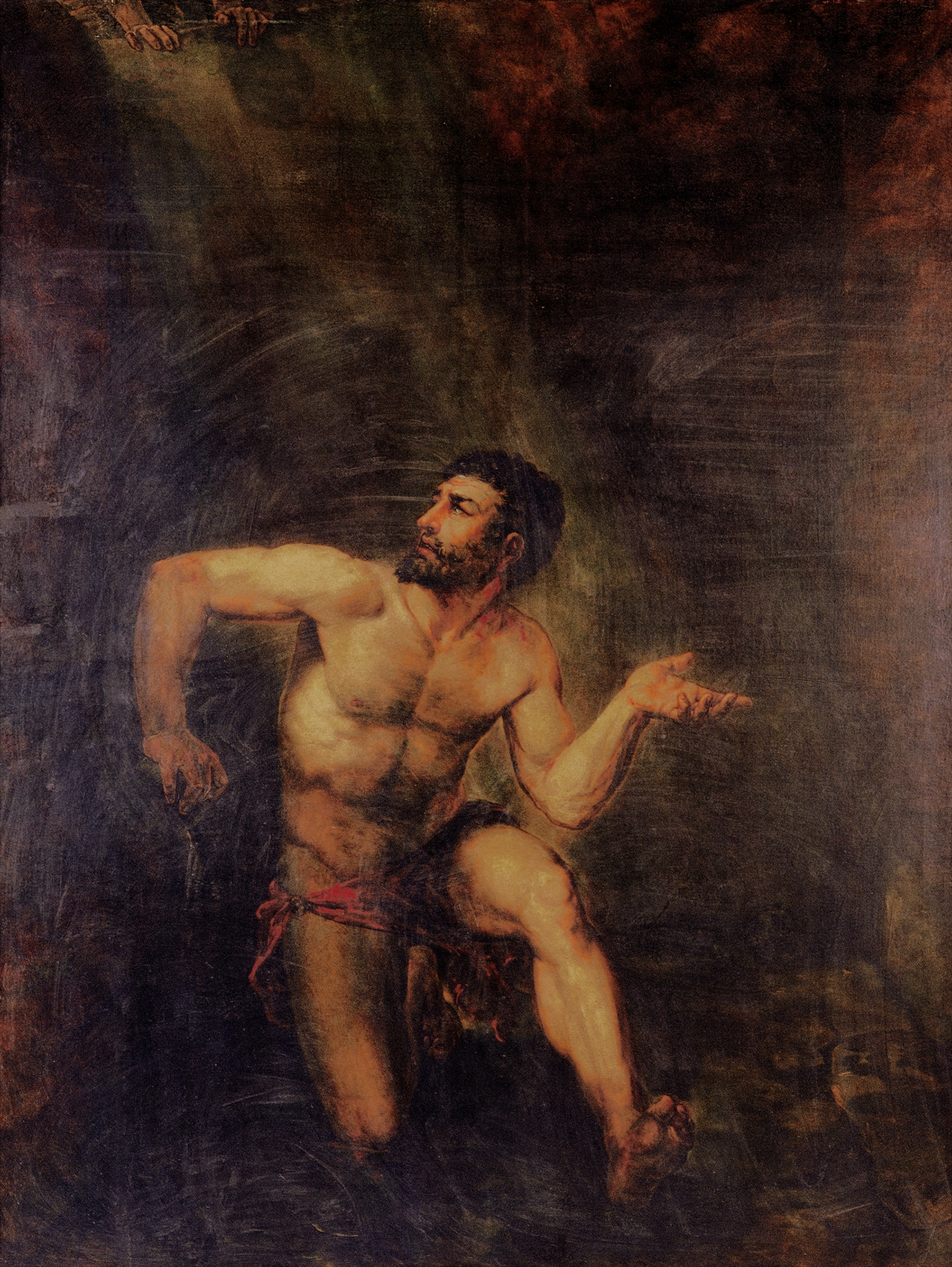
Peinture de Jugurtha, empereur de Numidie emprisonné par les Romains.

L'un des tableaux majeurs de Müller est Jugurtha en prison, un portrait de l'empereur numide Jugurtha dans ce qui aurait été une prison romaine, connue sous le nom de Tullianum. La prison, également appelée carcere Tulliano, est la plus ancienne prison de Rome et, considérée par certains, la plus ancienne du monde.
Située dans le Forum romain, la prison Mamertine a accueilli pendant plus de mille ans les plus grands du peuple et de l'État de Rome, tels que Ponce Pilate, le roi des Gaules Vercingétorix, Saint Pierre et les conjurés de Catilina.
Représenté dans le tableau de Müller, l'empereur apparaît nu à l'exception d'un morceau de tissu rouge recouvrant ses parties génitales. Les couleurs sombres indiquent la forme de la prison Mamertine, tout comme la présence des mains d'une personne agenouillée dans le coin supérieur gauche de la toile. On raconte que, jeté en prison, le roi de Numidie s'écria : « Qu'elles sont chouettes, vos toilettes, Romains ! »
Les ennemis emprisonnés dans la prison de Mamertine y étaient gardés jusqu'à ce que les Romains décident qu'il était temps de les exécuter ou, comme dans le cas de Jugurtha, ils y restaient jusqu'à leur mort.

### Maître de Sumaca
Portrait d'un maître de Sumaca, Manuel Correia dos Santos a été commandé par le gouvernement impérial pour August Müller et présenté à la première Exposition générale des beaux-arts de Rio de Janeiro.

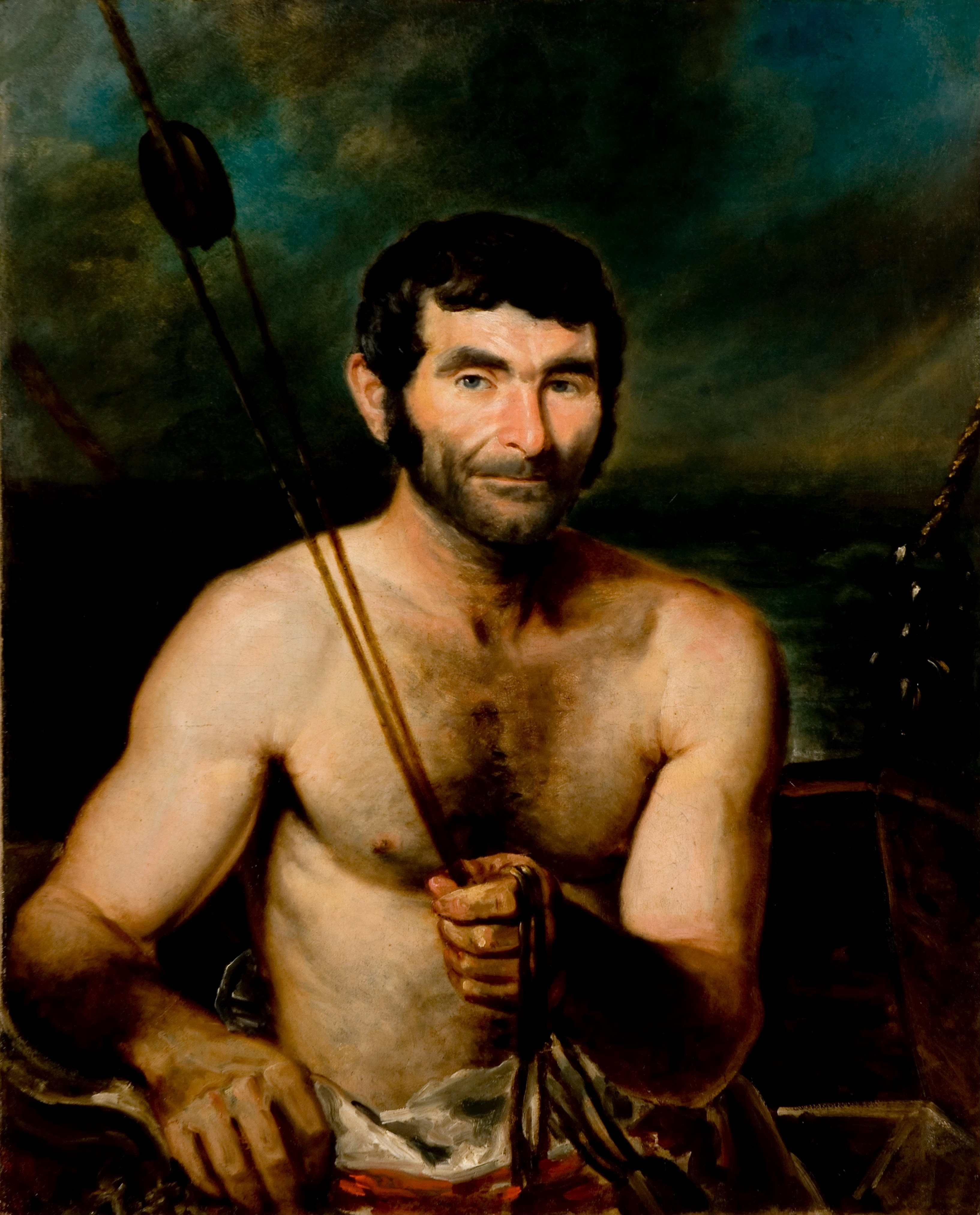
Maître de Sumaca, 1839.

Alberto Cipiniuk, dans son livre A Face pintada em pano de linho: moldura simbólica da identidade brasileira (Un visage peint sur une toile de lin : cadre symbolique de l'identité brésilienne) classe le tableau.

« Bien que le portrait de Manuel Correia dos Santos (Musée national des beaux-arts de Rio de Janeiro) soit une œuvre appartenant au « petit genre », le peintre a utilisé la syntaxe du « grand genre », ou genre historique, pour le réaliser. Le genre historique était utilisé pour représenter les saints de l'Église catholique, les personnages bibliques de l'Ancien et du Nouveau Testament et les mythologies vertueuses gréco-romaines. Si la hiérarchie des genres artistiques était respectée à la lettre, comme l'exigeaient les règles de l'Académie impériale, le portrait d'un mortel à moitié nu, comme ce marin, ne pouvait être représenté. »

— Alberto Cipiniuk.
Dans le premier chapitre, « O biografo e o seu assunto, o retratista e seu modelo » (Le biographe et son sujet, le portraitiste et son modèle), Alberto Cipiniuk soulève la question de savoir pourquoi l'empire aurait commandé le tableau :

« un simple marin, [qui] pouvait être traité avec les mêmes principes qu'une peinture d'histoire et être destiné à une exposition grand public de l'Empire brésilien naissant ? Pourquoi le gouvernement a-t-il ordonné à August Müller de faire le portrait, comme on l'appelait à l'époque, d'un bangalafumenga, une créature à moitié nue, pour l'exposer de manière aussi téméraire, sans qu'il s'agisse d'un saint homme des saintes écritures, d'un dieu grec ou d'un héros de la mythologie couvert d'honneurs pour des exploits insurpassables ? D'un point de vue artistique, puisqu'il s'agissait de l'exposition artistique la plus importante de l'Empire, ce portrait ne serait-il pas la représentation pure et simple des dons concrets ou naturels d'un modèle méprisable, qu'il faudrait donc éviter pour atteindre la perfection artistique tant recherchée ? L'artiste n'aurait-il pas intentionnellement négligé le décorum de la composition nécessaire à la grandeur du genre historique ? Pourquoi un simple portrait devrait-il suivre les préceptes généraux du grand genre ? Le peintre n'est-il pas en train d'abattre le pilier de la tradition artistique ? »

— Alberto Cipiniuk

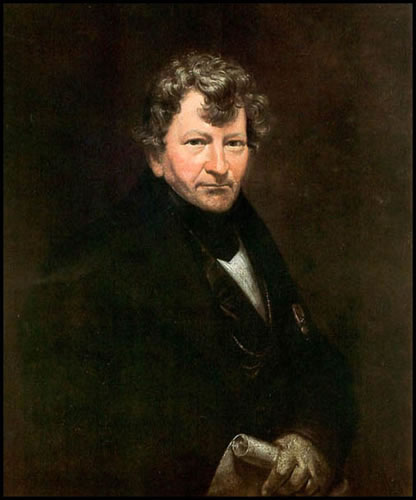
Grandjean de Montigny, v. 1843, Museo Nacional de Belas Artes.

Après avoir souligné que ses propres recherches étaient élitistes, Cipiniuk justifie :

« Le portrait était, et est toujours, compris comme le moyen de représentation qui adhère au principe de la fidélité naturaliste, à travers lequel certains individus de certains groupes se font apparaître. Contrairement à des termes voisins comme la peinture ou la biographie, il semble que le portrait fasse partie d'un enchevêtrement de vases communicants, équivalent à la manière dont les individus s'organisent collectivement pour réguler et établir les valeurs d'une société. Il est nécessaire de comprendre le portrait non seulement comme un genre pictural individuel, mais aussi comme la dérivation et l'appartenance à tout un système de relations, tout comme lorsque nous examinons d'autres pratiques sociales. Si nous prenons l'exemple du mariage, nous devons examiner sa correspondance avec le statut, le sexe ou la classe sociale du couple afin de comprendre pourquoi les gens se marient et comment ils se marient. Il en va de même pour le portrait. »

— Alberto Cipiniuk

### Portrait de la baronne de Vassouras
Le Portrait de la baronne de Vassouras met en scène Eufrásia Teixeira Leite (pt), héritière et investisseuse financière qui a investi une grande partie de sa fortune dans les institutions sociales et éducatives de la ville de Vassouras. Nièce du baron de Vassouras, Eufrásia finit par hériter du titre, ainsi que de la fortune constituée par son père et son oncle, qui servaient d'intermédiaires financiers auprès des prospères producteurs de café.

### Portrait de Gradjean de Montigny

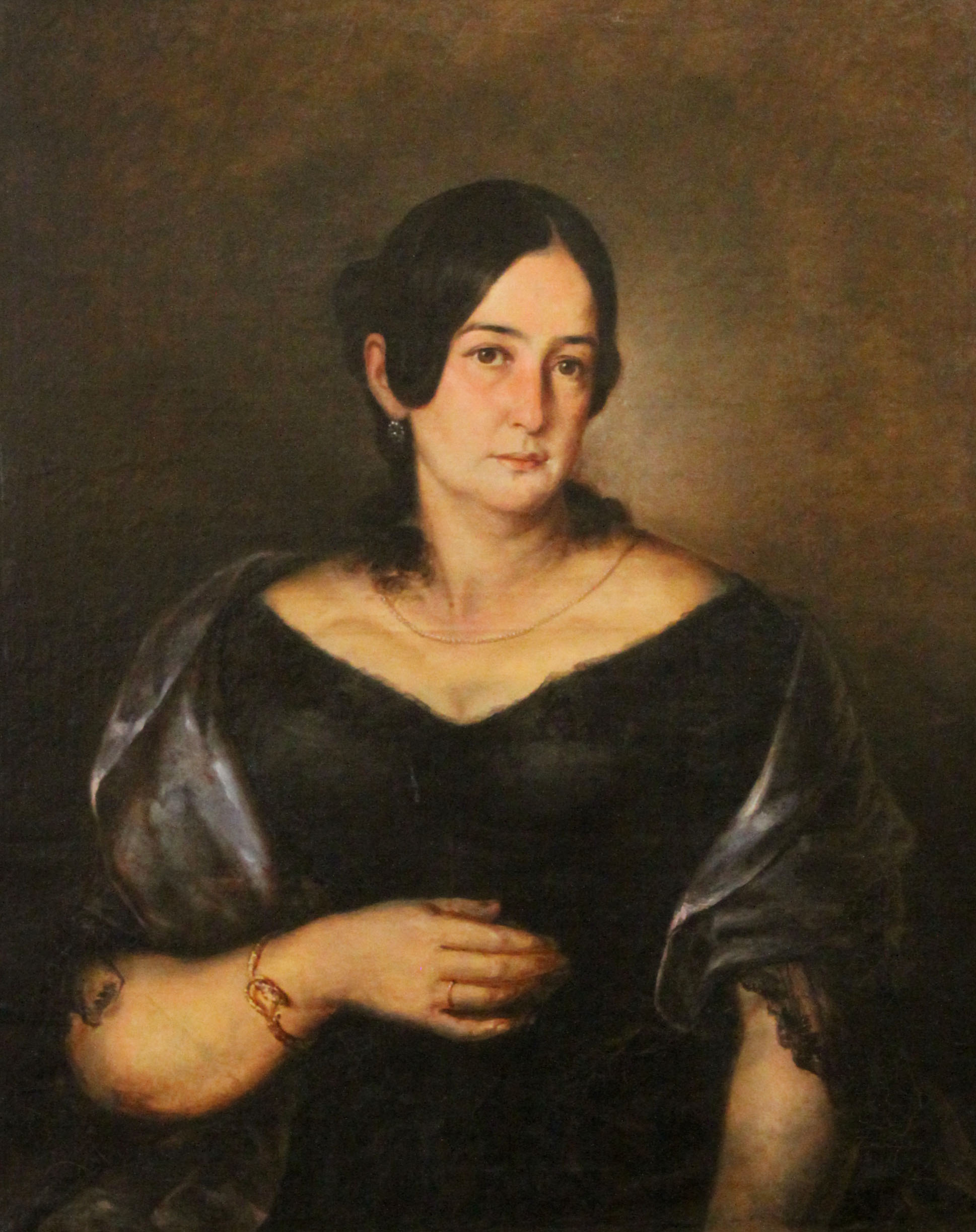
Portrait de Luisa Francisca Panasco, 1843.

Le portrait de Grandjean de Montigny par Müller est l'une des œuvres les plus célèbres du peintre allemand. Grandjean, en plus d'être responsable de l'introduction de l'architecture comme l'une des principales études à l'Académie des Beaux-Arts du Brésil, fut le premier professeur officiel d'architecture du pays. Membre de la Mission Artistique Française, le professeur s'est formé comme artiste à l'École des Beaux-Arts de Paris, sous la direction de Delannoy, Percier et Fontaine.
Grandjean débarque à Rio de Janeiro en mars 1816, en compagnie de Jean-Baptiste Debret, du sculpteur Auguste-Marie Taunay et du peintre Nicolas-Antoine Taunay.
Le portrait de l'architecte français a été inclus dans l'Exposition de l'Histoire du Brésil, tenue en 1881 à Rio de Janeiro.

### Portrait de Luisa Francisca Grandjean
L'épouse de Grandjean de Montigny est la femme représentée dans Le Portrait de Louise Francisca Panasco.